# Звёздные врата: SG-1 (сезон 8)
Список и описание эпизодов восьмого сезона американского научно-фантастического телевизионного сериала «Звёздные врата: SG-1», стартовавшего 9 июля 2004 года. Восьмой сезон, состоящий из 20 эпизодов, заканчивается 25 марта 2005 года.

## В главных ролях
- Ричард Дин Андерсон — руководитель проекта бригадный генерал Джек О'Нилл
- Майкл Шенкс — доктор Дэниэл Джексон
- Аманда Таппинг — подполковник Саманта Картер
- Кристофер Джадж — джаффа Тил'к

## Эпизоды
| № общий | № в сезоне | Название                                            | Дата премьеры    |
| --- | ---------- | --------------------------------------------------- | ---------------- |
| 155 | 1          | «Новый порядок (первая часть)» «New Order (Part 1)» | 9 июля 2004      |
| Тил'к и Картер отправляются на поиски Азгардов для спасения О`Нила. Дэниэл и Доктор Вейр (временный руководитель комплекса SGC) участвуют в сложных переговорах с гоа’улдами. |            |                                                     |                  |
| 156 | 2          | «Новый порядок (вторая часть)» «New Order (Part 2)» | 9 июля 2004      |
| Азгарды вновь столкнулись со своим старым врагом — репликаторами и теперь они вновь нуждаются в помощи команды SG-1. Переговоры с гоа’улдами заходят в тупик, но у Доктора Вейр есть ещё козыри. |            |                                                     |                  |
| 157 | 3          | «Карантин» «Lockdown»                               | 23 июля 2004     |
| В SGC происходят странные события, Анубис, захватив человеческое тело, пытается пройти через «Звёздные Врата», генерал О’Нилл вынужден перевести базу на карантинный статус. |            |                                                     |                  |
| 158 | 4          | «Решающий час» «Zero Hour»                          | 30 июля 2004     |
| SG-1 попадает в плен к гоа’улду Ба’ал, в то же время в SGC один исследовательский эксперимент проходит неудачно и генерал О’Нилл должен успеть решить все эти проблемы до официального визита президента Америки. |            |                                                     |                  |
| 159 | 5          | «Икона» «Icon»                                      | 6 августа 2004   |
| Дэниэл оказывается на чужой планете, где идёт гражданская война, вызванная активацией «Звёздных Врат». Генерал О’Нилл пытается наладить контакт с новой властью с тем что бы вернуть Дэниэла, но всё оборачивается другим образом. |            |                                                     |                  |
| 160 | 6          | «Аватар» «Avatar»                                   | 13 августа 2004  |
| Учёные из SGC предлагают Тил'ку сыграть в компьютерную игру, которая симулирует боевые действия в виртуальной реальности (устройства из 2-го сезона Хранитель игры), но во время тестирования новой технологии Тил'к оказывается в западне и вынужден заново и заново переживать одни и те же события, к нему на помощь приходит Дэниэл. |            |                                                     |                  |
| 161 | 7          | «Близость» «Affinity»                               | 20 августа 2004  |
| Тил'к вышел в люди — ему разрешили пожить в настоящем доме, с настоящими соседями и с настоящими уличными хулиганами. Он наслаждается свободой, но реальная жизнь преподносит сюрприз за сюрпризом. И не только Тил'ку. Тил’ка арестовывают по подозрению в убийстве, его прелестную соседку похищают, Дэниэла шантажируют неизвестные, а Саманта получает неожиданный подарок от Пита. |            |                                                     |                  |
| 162 | 8          | «Соглашение» «Covenant»                             | 27 августа 2004  |
| Миллионер по имени Колсон сообщает общественности о существовании пришельцев на Земле. Командование SGC, взволнованное этим сообщением, пытается дискредитировать миллионера, используя помощь расы азгардов Тора. Полковник Картер пытается убедить Колсона в нераскрытии секретной информации. |            |                                                     |                  |
| 163 | 9          | «Жертвы» «Sacrifices»                               | 10 сентября 2004 |
| Тил'к вновь встречается со своей подружкой Ишта. Ишта недовольно движением джаффа воинов и пытается убедить Тил'ка в том что наступило время для решающих действий — восстания джаффа против гоа’улдов. В то же время Раек, сын Тил'ка, собирается жениться, но будущую жену Раека не устраивают старые обычаи венчания. |            |                                                     |                  |
| 164 | 10         | «Конец игры» «Endgame»                              | 17 сентября 2004 |
| С базы SGC неизвестные злоумышленники похитили… «Звёздные Врата». Кто-то пробрался на базу SGC и поставил маяк на «Врата», а потом с помощью лучевой технологии их похитил. Как вернуть домой SG-команды, находящиеся на внеземных миссиях? Саманта отправилась за ответами в Зону 51, а Тил'к в гости к Зарин — шпиону Ток’ра — работающую на Ба’ал. Но кража «Звёздных Врат» ещё полбеды, настоящая беда развернулась в захваченных Гоа’улдами мирах. Кто-то обстрелял несколько Гоау’лдовских планет снарядами со смертельным ядом. Заряды, выпущенные через похищенные земные «Врата», убили на этих планетах не только Гоа’улдов, но и всех Джаффа и Ток'ра. |            |                                                     |                  |
| 165 | 11         | «Близнец» «Gemini»                                  | 21 января 2005   |
| Саманте Картер опять пришлось встретиться со своим двойником. Только на сей раз её близняшка появилась не из параллельной Вселенной, а из мира репликаторов. Кто она, Саманта-Репликатор? В её памяти живут чувства, привязанности и воспоминания настоящей Саманты, но её сущность — сущность разрушителя. Её создал Пятый, но сбежала от него, потому что он пытался превратить её в бездушную машину. Теперь РеплиКартер хочет умереть и SG-1 должны ей помочь. |            |                                                     |                  |
| 166 | 12         | «Прометей Раскованный» «Prometheus Unbound»         | 28 января 2005   |
| Космический корабль «Прометей» подвергся атаке. Весь экипаж «Прометея» был транспортирован на другой корабль, единственный, кто не был транспортирован, это Дэниэл, который очень понравился захватчице корабля. |            |                                                     |                  |
| 167 | 13         | «Хорошо быть королём» «It's Good To Be King»        | 4 февраля 2005   |
| Сбылась мечта Мейбурна: тихая планета, спокойная старость и … королевская должность. Идиллию нарушило появление Саманты, Дэниэла и Тил'ка, которые пришли предупредить Мейбурна, что в его мир вскоре вторгнется гоа’улд Арес. К их удивлению, оказалось, что Мейбурн слывет среди своих подданных не только королём, но и предсказателем. Но перед SG-1 он притворяться не стал и рассказал им, что лишь пересказывает готовые предсказания Древних. Откуда Древние узнали о будущем? Ответ оказался рядом, — обследуя лес, Тил'к наткнулся на машину времени, с помощью которой Древние и начертали будущее.                                                    |            |                                                     |                  |
| 168 | 14         | «Полная Тревога» «Full Alert»                       | 11 февраля 2005  |
| Русская армия приведена в полную боеготовность, полковник Чехов отправляется в SGC (Америка) для разъяснения сложившейся ситуации. Дэниэл в это же время отправляется в Россию для того, чтобы узнать, как сенатор Кинси стал гоа’улдом. |            |                                                     |                  |
| 169 | 15         | «Гражданин Джо» «Citizen Joe»                       | 18 февраля 2005  |
| Никогда не прикасайтесь к незнакомым предметам. Парикмахер Джо купил на распродаже симпатичную безделушку, — маленький камешек с незнакомыми письменами. Прикоснувшись в камню, Джо увидел генерала Хаммонда, Джека, Саманту, Дэниэла, Тил'ка, базу в Шаенском горном комплексе и сами «Звёздные Врата». Он стал делиться своими видениями с друзьями и родственниками. Прошли годы, но Джо как одержимый продолжал рассказывать жителям небольшого провинциального городка истории о внеземных путешествиях. Он забросил семью, работу, друзей, не заметил, как вырос его сын.                                                                                   |            |                                                     |                  |
| 170 | 16         | «Расчёт (первая часть)» «Reckoning (Part 1)»        | 25 февраля 2005  |
| Репликатор-двойник Саманты крадет Дэниела на свой корабль где подвергает пыткам пытаясь выяснить тайны древниx. Тил'к и мастер Бра’так, организовывают взятие священного города джаффа, в это же время лорд Ба’ал просит помощи у SGC для борьбы с репликаторами. |            |                                                     |                  |
| 171 | 17         | «Расчёт (вторая часть)» «Reckoning (Part 2)»        | 4 марта 2005     |
| Репликаторы начинают наступление на Землю, но успешные действия Саманты Картер и её отца активируют единственно оружие против репликаторов. После запуска этого оружия, Ба’ал активировал все врата в галактике, через которые запустилась разрушительная волна, убивавшая всех репликаторов в галактике. |            |                                                     |                  |
| 172 | 18         | «Нити» «Threads»                                    | 11 марта 2005    |
| Такова природа человека, что всегда приходится делать выбор. И всегда при этом выборе остаётся проигравший, кто-то находит, а кто-то теряет. Закон Вселенной. Выбор между плохим и хорошим, выбор между жизнью и смертью, выбор между любовью и равнодушием, между долгом и страхом смерти. Пока Дэниэл решает, вернуться ему на Землю или вознестись, Джекоб уже сделал свой выбор. Долг чести превыше всего, даже если это причинит горе близким ему людям. Саманта на перепутье, идти вперёд и вернуться назад? И даже Древним приходится выбирать. |            |                                                     |                  |
| 173 | 19         | «Мобиус (часть 1)» «Moebius (Part 1)»               | 18 марта 2005    |
| Дэниэл нашел ещё один «Модуль Нулевой Точки». Но есть проблема: МНТ находится в Древнем Египте в руках гоа’улда Ра. SG-1 отправляется в прошлое на несколько тысячелетий назад на падл-джампере со встроенной машиной времени. Оказавшись в Древнем Египте, они пробрались в храм Ра и выкрали МНТ. Но вернуться домой в своё время SG-1 не могут, — воины Ра случайно нашли джампер… |            |                                                     |                  |
| 174 | 20         | «Мобиус (часть 2)» «Moebius (Part 2)»               | 25 марта 2005    |
| А будущее все-таки изменилось. Не для всех, конечно. Генерал Хаммонд по-прежнему командует Шаенским горным комплексом, только «Звёздных Врат» там нет. И программы внеземных путешествий не существует. О’Нилл в отставке и подрабатывает, сдавая в аренду свою яхту, Дэниел преподает английский язык иммигрантам, Саманта заштатный служащий в военном ведомстве, а Тил'к все ещё верен Апофису. Зато жив Ковальский. На раскопках в Гизе вместо «Звёздных Врат» нашли запись, сделанную SG-1 в далёком прошлом. Теперь их альтернативным двойникам предстоит спасти своих предшественников.                                                                    |            |                                                     |                  |